# Cavia tschudii
Cavia tschudii és una espècie de conill porquí originària del Perú.
Els porcs de guinea del Perú foren descrits per E. T. Bennett el 1835, amb el nom de Cavia cutleri. Johann Jakob von Tschudi, el 1845 va referir-se amb el terme de Cavia cutleri al que ara es consideren dues espècies separades - la primera el Cavia cutleri de Bennett que fou més tard (1917) identificada com a versió diferentment pigmentada de Cavia porcellus, i la segona un animal silvestre clarament diferent de l'animal descrit per Bennett. El 1867, Leopold Fitzinger donà al segon porc de guinea el nom de Cavia tschudii.